# 런어웨이즈 (영화)
《런어웨이즈》(영어: The Runaways)는 2010년 개봉한 미국의 전기 드라마 영화이다. 1970년대에 활동한 동명 록 밴드를 소재로 삼았으며, 플로리아 시지스몬디가 연출과 각본을 맡았다.

## 출연진
- 크리스틴 스튜어트
- 다코타 패닝
- 마이클 섀넌
- 라일리 키오
- 스텔라 메이브
- 스카우트 테일러콤프턴
- 조니 루이스
- 앨리아 쇼캣
- 해나 마크스
- 키어 오도널
- 테이텀 오닐
- 브렛 컬런
- 브렌던 섹스턴 3세
- 닉 에버즈먼

## 기타 제작진
- 공동 제작: 데이비드 그레이스
- 협력 제작: 조너선 샌퍼드, 서브리나 시팬치 밸러드
- 배역: 웬디 오브라이언
- 미술: 에우헤니오 카바예로
- 미술 효과: 보샴프 폰테인
- 의상: 캐럴 비들